# Tour de Bretagne 2023
La 56e édition du Tour de Bretagne a eu lieu du 25 avril au 1er mai 2023. La course fait partie du calendrier UCI Europe Tour 2023 en catégorie 2.2. Elle est remportée par Simon Pellaud, coureur de l'équipe suisse Tudor Pro Cycling.

## Présentation

### Équipes
| ProTeam- Tudor Pro Cycling Team Équipes continentales (18)- Alpecin-Fenix Development Team - ARA-Skip Capital - CIC U Nantes Atlantique - Circus-Re Uz-Technord - Development Team DSM - EF Education-Nippo Development - Equipe continentale Groupama-FDJ - GW Shimano-Sidermec - Hagens Berman Axeon - Israel Cycling Academy - Jumbo-Visma Development Team - Leopard TOGT Pro Cycling - Lotto Dstny Development Team - Soudal Quick-Step Devo Team - Saint Michel-Mavic-Auber 93 - Team Lotto-Kern Haus - Trinity Racing - Uno-X DARE Development Team Équipe nationale- Italie espoirs Équipes amateurs (2)- Dinan Sport Cycling - Morbihan-Fybolia-GOA Équipes régionales et de clubs (3)- Cré'actuel-Marie Morin-U22 - Sojasun espoir-ACNC - VC Pays de Loudéac |
| |

## Étapes
| Étape     | Date    | Villes étapes                 | type            | Distance (km) | Vainqueur d'étape         | Leader du classement général |
| --------- | ------- | ----------------------------- | --------------- | ------------- | ------------------------- | ---------------------------- |
| 1re étape | 25 avr. | Plouescat – Saint-Pol-de-Léon | étape de plaine | 155,5         | Luke Lamperti             | Luke Lamperti                |
| 2e étape  | 26 avr. | Sibiril – Melgven             | étape de plaine | 172,2         | Rudy Barbier              | Luke Lamperti                |
| 3e étape  | 27 avr. | Trégunc – Le Quillio          | étape vallonnée | 191,5         | Mads Østergaard           | Simon Pellaud                |
| 4e étape  | 28 avr. | Le Mené – Plumelec            | étape vallonnée | 183,1         | Nolann Mahoudo            | Simon Pellaud                |
| 5e étape  | 29 avr. | Sérent – Louisfert            | étape de plaine | 173,9         | Jakub Mareczko            | Simon Pellaud                |
| 6e étape  | 30 avr. | Châteaubriant – Plancoët      | étape vallonnée | 209,4         | annulation de l'étape     | Simon Pellaud                |
| 7e étape  | 1 mai   | Piré-Chancé – Châteaugiron    | étape de plaine | 163,5         | Roel van Sintmaartensdijk | Simon Pellaud                |

## Résultats et classement

### Étape 1
À l'issue d'une étape de 155,5 kilomètres sur les routes du Nord-Finistère, le Californien Luke Lamperti s'impose au sprint et remporte le maillot vert de leader du classement général.
| \| Classement de l'étape \| Classement de l'étape \| Classement de l'étape \| Classement de l'étape \| Classement de l'étape \| \| Coureur \| Coureur \| Pays \| Équipe \| Temps \| \| --------------------- \| --------------------- \| --------------------- \| --------------------------- \| --------------------- \| \| 1er \| Luke Lamperti \| États-Unis \| Trinity Racing \| 3 h 21 min 40 s \| \| 2e \| Andreas Stokbro \| Danemark \| Leopard TOGT Pro Cycling \| + 0 s \| \| 3e \| Riley Pickrell \| Canada \| Israel Premier Tech Academy \| + 0 s \| |                 |            |                             |                 |
| |                 |            |                             |                 |
| |                 |            |                             |                 |
| Classement de l'étape |                 |            |                             |                 |
| Coureur | Coureur         | Pays       | Équipe                      | Temps           |
| 1er | Luke Lamperti   | États-Unis | Trinity Racing              | 3 h 21 min 40 s |
| 2e | Andreas Stokbro | Danemark   | Leopard TOGT Pro Cycling    | + 0 s           |
| 3e | Riley Pickrell  | Canada     | Israel Premier Tech Academy | + 0 s           |

| \| Classement général \| Classement général \| Classement général \| Classement général \| Classement général \| \| Coureur \| Coureur \| Pays \| Équipe \| Temps \| \| ------------------ \| ------------------ \| ------------------ \| --------------------------- \| ------------------ \| \| 1er \| Luke Lamperti \| États-Unis \| Trinity Racing \| 3 h 21 min 28 s \| \| 2e \| Andreas Stokbro \| Danemark \| Leopard TOGT Pro Cycling \| + 6 s \| \| 3e \| Riley Pickrell \| Canada \| Israel Premier Tech Academy \| + 8 s \| |                 |            |                             |                 |
| |                 |            |                             |                 |
| |                 |            |                             |                 |
| Classement général |                 |            |                             |                 |
| Coureur | Coureur         | Pays       | Équipe                      | Temps           |
| 1er | Luke Lamperti   | États-Unis | Trinity Racing              | 3 h 21 min 28 s |
| 2e | Andreas Stokbro | Danemark   | Leopard TOGT Pro Cycling    | + 6 s           |
| 3e | Riley Pickrell  | Canada     | Israel Premier Tech Academy | + 8 s           |

### Étape 2
Pour le deuxième jour de course, le peloton traverse le Finistère du nord au sud, en passant notamment par les Monts d'Arrée. L'étape se termine par un sprint massif dans les rues de Melgven, remporté par Rudy Barbier, devant Riley Pickrell qui avait fini troisième la veille, et Luke Lamperti qui garde sa première place au classement général.
| \| Classement de l'étape \| Classement de l'étape \| Classement de l'étape \| Classement de l'étape \| Classement de l'étape \| \| Coureur \| Coureur \| Pays \| Équipe \| Temps \| \| --------------------- \| --------------------- \| --------------------- \| --------------------------- \| --------------------- \| \| 1er \| Rudy Barbier \| France \| Saint Michel-Mavic-Auber 93 \| 4 h 10 min 49 s \| \| 2e \| Riley Pickrell \| Canada \| Israel Premier Tech Academy \| + 0 s \| \| 3e \| Luke Lamperti \| États-Unis \| Trinity Racing \| + 0 s \| |                |            |                             |                 |
| |                |            |                             |                 |
| |                |            |                             |                 |
| Classement de l'étape |                |            |                             |                 |
| Coureur | Coureur        | Pays       | Équipe                      | Temps           |
| 1er | Rudy Barbier   | France     | Saint Michel-Mavic-Auber 93 | 4 h 10 min 49 s |
| 2e | Riley Pickrell | Canada     | Israel Premier Tech Academy | + 0 s           |
| 3e | Luke Lamperti  | États-Unis | Trinity Racing              | + 0 s           |

| \| Classement général \| Classement général \| Classement général \| Classement général \| Classement général \| \| Coureur \| Coureur \| Pays \| Équipe \| Temps \| \| ------------------ \| ------------------ \| ------------------ \| --------------------------- \| ------------------ \| \| 1er \| Luke Lamperti \| États-Unis \| Trinity Racing \| 7 h 32 min 13 s \| \| 2e \| Riley Pickrell \| Canada \| Israel Premier Tech Academy \| + 6 s \| \| 3e \| Rudy Barbier \| France \| Saint Michel-Mavic-Auber 93 \| + 6 s \| |                |            |                             |                 |
| |                |            |                             |                 |
| |                |            |                             |                 |
| Classement général |                |            |                             |                 |
| Coureur | Coureur        | Pays       | Équipe                      | Temps           |
| 1er | Luke Lamperti  | États-Unis | Trinity Racing              | 7 h 32 min 13 s |
| 2e | Riley Pickrell | Canada     | Israel Premier Tech Academy | + 6 s           |
| 3e | Rudy Barbier   | France     | Saint Michel-Mavic-Auber 93 | + 6 s           |

### Étape 3
Cette troisième étape est marquée par son parcours vallonné, avec plusieurs montées dont le passage de Mûr-de-Bretagne, et une météo pluvieuse. Après avoir couru en tête pendant une grande partie de la journée, le Danois Mads Østergaard l'emporte juste devant le Suisse Simon Pellaud qui s'empare du maillot vert du leader.
| \| Classement de l'étape \| Classement de l'étape \| Classement de l'étape \| Classement de l'étape \| Classement de l'étape \| \| Coureur \| Coureur \| Pays \| Équipe \| Temps \| \| --------------------- \| --------------------- \| --------------------- \| ------------------------ \| --------------------- \| \| 1er \| Mads Østergaard \| Danemark \| Leopard TOGT Pro Cycling \| 4 h 20 min 19 s \| \| 2e \| Simon Pellaud \| Suisse \| Tudor Pro Cycling Team \| + 0 s \| \| 3e \| Andrea Debiasi \| Italie \| Italie espoirs \| + 38 s \| |                 |          |                          |                 |
| |                 |          |                          |                 |
| |                 |          |                          |                 |
| Classement de l'étape |                 |          |                          |                 |
| Coureur | Coureur         | Pays     | Équipe                   | Temps           |
| 1er | Mads Østergaard | Danemark | Leopard TOGT Pro Cycling | 4 h 20 min 19 s |
| 2e | Simon Pellaud   | Suisse   | Tudor Pro Cycling Team   | + 0 s           |
| 3e | Andrea Debiasi  | Italie   | Italie espoirs           | + 38 s          |

| \| Classement général \| Classement général \| Classement général \| Classement général \| Classement général \| \| Coureur \| Coureur \| Pays \| Équipe \| Temps \| \| ------------------ \| ------------------ \| ------------------ \| ------------------------ \| ------------------ \| \| 1er \| Simon Pellaud \| Suisse \| Tudor Pro Cycling Team \| 11 h 52 min 35 s \| \| 2e \| Mads Østergaard \| Danemark \| Leopard TOGT Pro Cycling \| + 0 s \| \| 3e \| Luke Lamperti \| États-Unis \| Trinity Racing \| + 35 s \| |                 |            |                          |                  |
| |                 |            |                          |                  |
| |                 |            |                          |                  |
| Classement général |                 |            |                          |                  |
| Coureur | Coureur         | Pays       | Équipe                   | Temps            |
| 1er | Simon Pellaud   | Suisse     | Tudor Pro Cycling Team   | 11 h 52 min 35 s |
| 2e | Mads Østergaard | Danemark   | Leopard TOGT Pro Cycling | + 0 s            |
| 3e | Luke Lamperti   | États-Unis | Trinity Racing           | + 35 s           |

### Étape 4
Six acensions de la côte de Cadoudal, à Plumelec, sont au programme du circuit final de cette quatrième étape du Tour de Bretagne. C'est dans le dernier tour que les deux jeunes coureurs bretons Pierre Thierry et Nolann Mahoudo forment une échappée, qui se solde par la victoire de Mahoudo. Le maillot vert reste sur les épaules de Simon Pellaud.
| \| Classement de l'étape \| Classement de l'étape \| Classement de l'étape \| Classement de l'étape \| Classement de l'étape \| \| Coureur \| Coureur \| Pays \| Équipe \| Temps \| \| --------------------- \| --------------------- \| --------------------- \| ----------------------- \| --------------------- \| \| 1er \| Nolann Mahoudo \| France \| CIC U Nantes Atlantique \| 4 h 16 min 17 s \| \| 2e \| Pierre Thierry \| France \| Morbihan-Fybolia-GOA \| + 11 s \| \| 3e \| Brady Gilmore \| Australie \| ARA-Skip Capital \| + 15 s \| |                |           |                         |                 |
| |                |           |                         |                 |
| |                |           |                         |                 |
| Classement de l'étape |                |           |                         |                 |
| Coureur | Coureur        | Pays      | Équipe                  | Temps           |
| 1er | Nolann Mahoudo | France    | CIC U Nantes Atlantique | 4 h 16 min 17 s |
| 2e | Pierre Thierry | France    | Morbihan-Fybolia-GOA    | + 11 s          |
| 3e | Brady Gilmore  | Australie | ARA-Skip Capital        | + 15 s          |

| \| Classement général \| Classement général \| Classement général \| Classement général \| Classement général \| \| Coureur \| Coureur \| Pays \| Équipe \| Temps \| \| ------------------ \| ------------------ \| ------------------ \| ----------------------- \| ------------------ \| \| 1er \| Simon Pellaud \| Suisse \| Tudor Pro Cycling Team \| 16 h 09 min 07 s \| \| 2e \| Nolann Mahoudo \| France \| CIC U Nantes Atlantique \| + 26 s \| \| 3e \| Luke Lamperti \| États-Unis \| Trinity Racing \| + 35 s \| |                |            |                         |                  |
| |                |            |                         |                  |
| |                |            |                         |                  |
| Classement général |                |            |                         |                  |
| Coureur | Coureur        | Pays       | Équipe                  | Temps            |
| 1er | Simon Pellaud  | Suisse     | Tudor Pro Cycling Team  | 16 h 09 min 07 s |
| 2e | Nolann Mahoudo | France     | CIC U Nantes Atlantique | + 26 s           |
| 3e | Luke Lamperti  | États-Unis | Trinity Racing          | + 35 s           |

### Étape 5
Cette étape de plaine entre le Morbihan et la Loire-Atlantique, notamment animée par le coureur morbihannais de la Continentale Groupama-FDJ Eddy Le Huitouze, se termine logiquement par un sprint dans les rues de Louisfert. La formation belge Alpecin-Deceuninck Development réalise un doublé, avec la victoire de Jakub Mareczko devant Simon Dehairs.
| \| Classement de l'étape \| Classement de l'étape \| Classement de l'étape \| Classement de l'étape \| Classement de l'étape \| \| Coureur \| Coureur \| Pays \| Équipe \| Temps \| \| --------------------- \| --------------------- \| --------------------- \| ----------------------------------- \| --------------------- \| \| 1er \| Jakub Mareczko \| Italie \| Alpecin-Deceuninck \| 3 h 46 min 10 s \| \| 2e \| Simon Dehairs \| Belgique \| Alpecin-Deceuninck Development Team \| + 0 s \| \| 3e \| Noah Hobbs \| Royaume-Uni \| Équipe continentale Groupama-FDJ \| + 0 s \| |                |             |                                     |                 |
| |                |             |                                     |                 |
| |                |             |                                     |                 |
| Classement de l'étape |                |             |                                     |                 |
| Coureur | Coureur        | Pays        | Équipe                              | Temps           |
| 1er | Jakub Mareczko | Italie      | Alpecin-Deceuninck                  | 3 h 46 min 10 s |
| 2e | Simon Dehairs  | Belgique    | Alpecin-Deceuninck Development Team | + 0 s           |
| 3e | Noah Hobbs     | Royaume-Uni | Équipe continentale Groupama-FDJ    | + 0 s           |

| \| Classement général \| Classement général \| Classement général \| Classement général \| Classement général \| \| Coureur \| Coureur \| Pays \| Équipe \| Temps \| \| ------------------ \| ------------------ \| ------------------ \| ----------------------- \| ------------------ \| \| 1er \| Simon Pellaud \| Suisse \| Tudor Pro Cycling Team \| 19 h 55 min 17 s \| \| 2e \| Nolann Mahoudo \| France \| CIC U Nantes Atlantique \| + 26 s \| \| 3e \| Luke Lamperti \| États-Unis \| Trinity Racing \| + 35 s \| |                |            |                         |                  |
| |                |            |                         |                  |
| |                |            |                         |                  |
| Classement général |                |            |                         |                  |
| Coureur | Coureur        | Pays       | Équipe                  | Temps            |
| 1er | Simon Pellaud  | Suisse     | Tudor Pro Cycling Team  | 19 h 55 min 17 s |
| 2e | Nolann Mahoudo | France     | CIC U Nantes Atlantique | + 26 s           |
| 3e | Luke Lamperti  | États-Unis | Trinity Racing          | + 35 s           |

### Étape 6
Une chute collective dans le peloton implique plus de cinquante coureurs, peu après leur passage dans la commune de Broons. La direction de la course prend la décision d'annuler l'étape, la sécurité des coureurs ne pouvant plus être assurée à cause de la prise en charge des blessés par toutes les ambulances de la course. Le classement général reste inchangé à l'issue de cette journée.

### Étape 7
La dernière étape parcourt une boucle en Ille-et-Vilaine avec une arrivée à Châteaugiron au terme de cinq tours d'un circuit urbain de 8,5 kilomètres. Dès le début de la journée, l'organisation de la course prend la décision de geler le classement général final au moment de l'avant-dernier passage des coureurs sur la ligne d'arrivée. Simon Pellaud remporte cette 56e édition du Tour de Bretagne, et un tour plus tard, le Néerlandais Roel Van Sintmaartensdijk gagne le sprint final.
| \| Classement de l'étape \| Classement de l'étape \| Classement de l'étape \| Classement de l'étape \| Classement de l'étape \| \| Coureur \| Coureur \| Pays \| Équipe \| Temps \| \| --------------------- \| ------------------------- \| --------------------- \| -------------------------------- \| --------------------- \| \| 1er \| Roel van Sintmaartensdijk \| Pays-Bas \| Circus-Re Uz-Technord \| 3 h 31 min 04 s \| \| 2e \| Sakarias Koller Løland \| Norvège \| Uno-X DARE Development \| + 0 s \| \| 3e \| Noah Hobbs \| Royaume-Uni \| Équipe continentale Groupama-FDJ \| + 0 s \| |                           |             |                                  |                 |
| |                           |             |                                  |                 |
| |                           |             |                                  |                 |
| Classement de l'étape |                           |             |                                  |                 |
| Coureur | Coureur                   | Pays        | Équipe                           | Temps           |
| 1er | Roel van Sintmaartensdijk | Pays-Bas    | Circus-Re Uz-Technord            | 3 h 31 min 04 s |
| 2e | Sakarias Koller Løland    | Norvège     | Uno-X DARE Development           | + 0 s           |
| 3e | Noah Hobbs                | Royaume-Uni | Équipe continentale Groupama-FDJ | + 0 s           |

## Classements finals

### Classement général
| \| Classement général \| Classement général \| Classement général \| Classement général \| Classement général \| \| Coureur \| Coureur \| Pays \| Équipe \| Temps \| \| ------------------ \| ------------------ \| ------------------ \| ----------------------------------- \| ------------------ \| \| 1er \| Simon Pellaud \| Suisse \| Tudor Pro Cycling Team \| 23 h 26 min 21 s \| \| 2e \| Nolann Mahoudo \| France \| CIC U Nantes Atlantique \| + 26 s \| \| 3e \| Luke Lamperti \| États-Unis \| Trinity Racing \| + 35 s \| \| 4e \| Jelle Vermoote \| Belgique \| Circus-Re Uz-Technord \| + 44 s \| \| 5e \| Henri Uhlig \| Allemagne \| Alpecin-Deceuninck Development Team \| + 46 s \| \| 6e \| Colby Simmons \| États-Unis \| Jumbo-Visma Development Team \| + 47 s \| \| 7e \| Vlad Van Mechelen \| Belgique \| Development Team DSM \| + 48 s \| \| 8e \| Pierre Thierry \| France \| Morbihan-Fybolia-GOA \| + 48 s \| \| 9e \| Jesse Kramer \| Pays-Bas \| Jumbo-Visma Development Team \| + 50 s \| \| 10e \| Sergio Meris \| Italie \| Italie espoirs \| + 51 s \| |                   |            |                                     |                  |
| |                   |            |                                     |                  |
| Source : ProCyclingStats |                   |            |                                     |                  |
| Classement général |                   |            |                                     |                  |
| Coureur | Coureur           | Pays       | Équipe                              | Temps            |
| 1er | Simon Pellaud     | Suisse     | Tudor Pro Cycling Team              | 23 h 26 min 21 s |
| 2e | Nolann Mahoudo    | France     | CIC U Nantes Atlantique             | + 26 s           |
| 3e | Luke Lamperti     | États-Unis | Trinity Racing                      | + 35 s           |
| 4e | Jelle Vermoote    | Belgique   | Circus-Re Uz-Technord               | + 44 s           |
| 5e | Henri Uhlig       | Allemagne  | Alpecin-Deceuninck Development Team | + 46 s           |
| 6e | Colby Simmons     | États-Unis | Jumbo-Visma Development Team        | + 47 s           |
| 7e | Vlad Van Mechelen | Belgique   | Development Team DSM                | + 48 s           |
| 8e | Pierre Thierry    | France     | Morbihan-Fybolia-GOA                | + 48 s           |
| 9e | Jesse Kramer      | Pays-Bas   | Jumbo-Visma Development Team        | + 50 s           |
| 10e | Sergio Meris      | Italie     | Italie espoirs                      | + 51 s           |

### Classements annexes

#### Classement par points
| Classement par points | Classement par points     | Classement par points | Classement par points            | Classement par points |
| Coureur               | Coureur                   | Pays                  | Équipe                           | Points                |
| --------------------- | ------------------------- | --------------------- | -------------------------------- | --------------------- |
| 1er                   | Luke Lamperti             | États-Unis            | Trinity Racing                   | 103 pts               |
| 2e                    | Noah Hobbs                | Royaume-Uni           | Équipe continentale Groupama-FDJ | 56 pts                |
| 3e                    | Nolann Mahoudo            | France                | CIC U Nantes Atlantique          | 55 pts                |
| 4e                    | Roel van Sintmaartensdijk | Pays-Bas              | Circus-Re Uz-Technord            | 51 pts                |
| 5e                    | Colby Simmons             | États-Unis            | Jumbo-Visma Development Team     | 51 pts                |

#### Classement par équipes
| Classement par équipes | Classement par équipes      | Classement par équipes | Classement par équipes |
| Équipe                 | Équipe                      | Pays                   | Temps                  |
| ---------------------- | --------------------------- | ---------------------- | ---------------------- |
| 1re                    | Tudor Pro Cycling Team      | Suisse                 | 70 h 21 min 05 s       |
| 2e                     | Circus-Re Uz-Technord       | Belgique               | + 31 s                 |
| 3e                     | Saint Michel-Mavic-Auber 93 | France                 | + 45 s                 |
| 4e                     | Uno-X DARE Development Team | Norvège                | + 53 s                 |
| 5e                     | Morbihan-Fybolia-GOA        | France                 | + 56 s                 |